# Cargotec
Cargotec — фінський концерн, виробник підйомного обладнання, для обробки вантажів при місцевій доставці, на терміналах, у портах, розподільних центрах та на кораблях. Заводи-виробники розташовуються у Фінляндії, Швеції, США та Нідерландах.
Восени 2012 року концерн розпочав скорочення 245 робочих місць, у зв'язку з «необхідністю підвищення рентабельності бізнесу».
В Україні Cargotec представлений власною компанією Карготек Україна , яка має офіси у Луцьку та Києві.
Карготек Україна здійснює поставки та гарантійну та післягарантійну підтримку продукції дочірнього бренду Hiab, в тому числі
- крани-маніпулятори Hiab;
- системи змінних кузовів Multilift;
- гідроманіпулятори для лісу Loglift та рециклінгу Joncered;
- навісні вилкові навантажувачі Moffett;
- гідроборти Zepro, Waltko, Del;
- крани маніпулятори Effer.
Карготек Україна має розгалужену дилерську систему, де, також, здійснюються монтажні роботи та сервісне обслуговування.
Наши дилеры компания "Прайм Техсервис" [Архівовано 13 липня 2020 у Wayback Machine.]